# Cellula

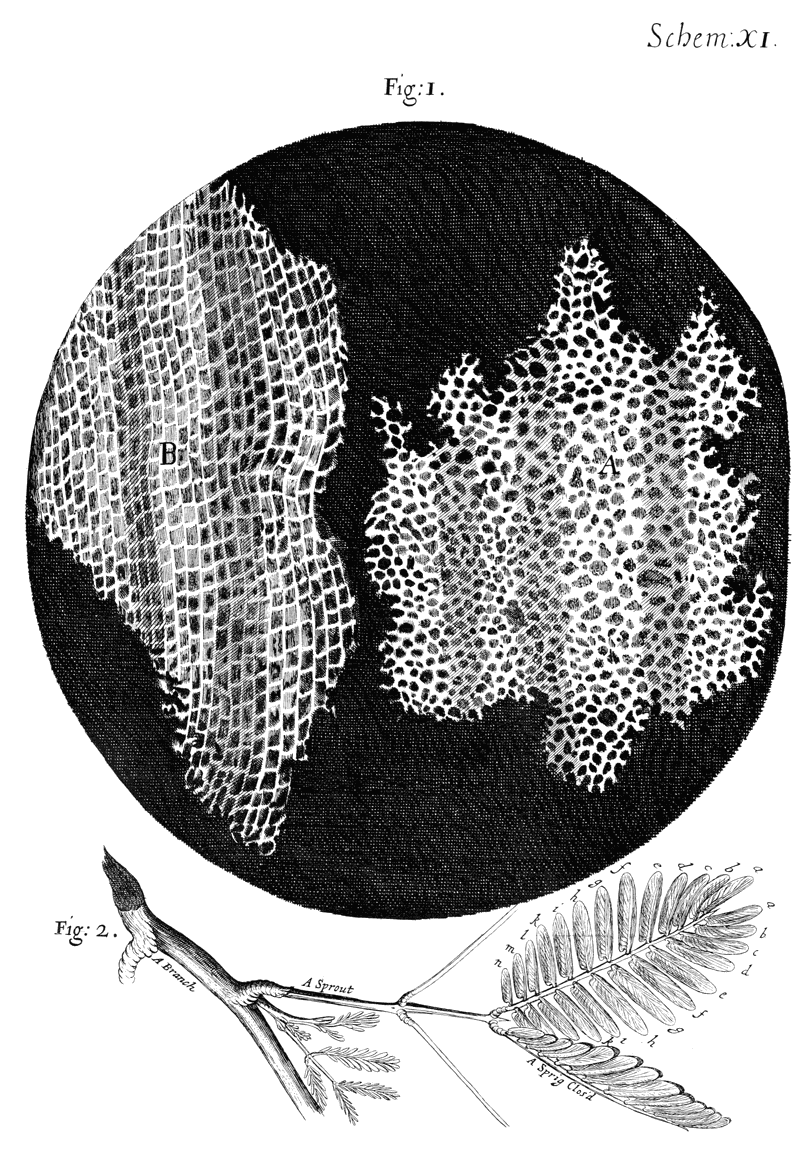
Disegno della struttura del sughero così come apparve a Robert Hooke, che la osservò in un rudimentale microscopio. Tale immagine, contenuta nella sua opera Micrographia, è all'origine dell'utilizzo del termine cellula per indicare l'unità fondamentale degli organismi viventi

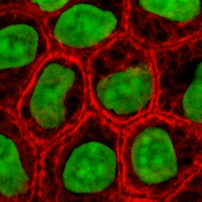
Cellule epiteliali viste al microscopio a fluorescenza confocale

La cellula è l'unità morfologico-funzionale degli organismi viventi, nonché la più piccola struttura a essere classificabile come vivente (escludendo secondo l'opinione prevalente i virus). 
Esistono organismi costituiti da una singola cellula (unicellulari), come ad esempio i batteri o i protozoi, e organismi pluricellulari, che appartengono tipicamente ai regni animale, vegetale e dei funghi (l'organismo umano è formato da circa 100.000 miliardi di cellule). Con l'aumentare del numero di cellule di un organismo, queste si differenziano in forma, grandezza, rapporti e funzioni, fino alla costituzione di tessuti e organi.

## Storia
(François Jacob)
Il termine "cellula" è legato all'analogia che Robert Hooke immaginò tra le microstrutture che osservò nel sughero, utilizzando un microscopio di sua invenzione, e le piccole camere che caratterizzano molti monasteri. Il suo libro Micrographia del 1664, in cui descrive la morfologia delle cavità lasciate vuote dalle cellule del sughero, ormai morte, è dunque il primo testo in cui tale termine viene usato in riferimento a un'unità biologica. Soltanto due secoli più tardi furono gettate le basi della moderna teoria cellulare. Nel 1831 il botanico scozzese Robert Brown descrisse a un congresso il primo organulo a essere stato individuato: il nucleo. Successivamente sarebbe anche stato proposto l'uso del termine citoplasma per indicare lo spazio cellulare interno compreso tra la membrana plasmatica e il nucleo.
Alla fine del decennio, Matthias Jakob Schleiden  e Theodor Schwann misero a punto le idee originarie della teoria cellulare, secondo cui tutti gli organismi sono composti da una o più cellule. Secondo tale teoria, tutte le funzioni vitali di base di un organismo si svolgono all'interno delle cellule, che possiedono l'informazione genetica necessaria per regolare le funzioni cellulari e per trasmettere l'informazione alla generazione successiva. In particolare, secondo i successivi assunti di Rudolph Virchow (1855), ogni cellula può provenire solo da cellule preesistenti (omnis cellula ex cellula).

## Caratteristiche

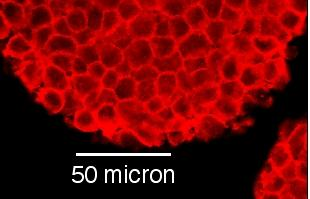
Cellule di topo coltivate su piastra. Le cellule, che si dispongono in masse compatte, presentano tutte un diametro uniforme e non superiore a 10 micron

### Aspetti generali
Ogni cellula può esser definita come un'entità chiusa e autosufficiente: essa è infatti in grado di assumere nutrienti, di convertirli in energia, di svolgere funzioni specializzate e di riprodursi se necessario. Per fare ciò, ogni cellula possiede tutte le informazioni nel codice genetico, rappresentato dal DNA contenuto al suo interno.
Tutte le cellule mostrano alcune caratteristiche comuni:
- la riproduzione attraverso divisione cellulare (scissione binaria/mitosi o meiosi);
- l'utilizzo di enzimi e altre proteine (o acidi nucleici) prodotti a partire dai geni presenti sul DNA, utilizzando come intermedio DNA/proteine un trascritto di RNA (dogma centrale della biologia molecolare);
- il metabolismo, che permette alle cellule di incorporare materiali grezzi e di costruirvi componenti cellulari, di ricavarvi energia e di rilasciare i prodotti di scarto; il funzionamento di una cellula dipende dalla sua capacità di estrarre e utilizzare l'energia chimica contenuta nelle molecole organiche (tale energia viene rilasciata durante i pathway metabolici);
- la risposta a stimoli interni ed esterni, come variazioni di temperatura, pH o nei livelli di nutrienti od ormoni;
- il contenuto cellulare racchiuso in una membrana plasmatica, composta da un doppio foglietto fosfolipidico.

### Classificazione
Le cellule si distinguono in due macrocategorie: eucariotiche, dotate di un nucleo strutturato, separato dal citoplasma da una membrana, e procariotiche, prive di nucleo, in cui il DNA è aggregato nel citoplasma in una regione priva di membrana chiamata nucleoide. Al secondo tipo appartengono unicamente organismi monocellulari, come i batteri, i cianobatteri e gli archeobatteri. Le prime sono tendenzialmente più grandi e organizzate e, pur comparendo anche in organismi monocellulari, i protisti, sono caratteristiche degli organismi pluricellulari.
Alcune cellule procariote contengono importanti compartimenti interni racchiusi all'interno di membrane, ma solo quelle eucariote presentano in genere diverse compartimentazioni interne racchiuse da membrane fosfolipidiche (definite organelli). Lo scambio di materiali tra queste diverse regioni è garantito da complessi sistemi di trasporto di piccole vescicole, come quello delle chinesine.

### Dimensioni
Le dimensioni della maggior parte delle cellule variano da 1 micrometro ad alcune decine, il che le rende solitamente non identificabili a occhio nudo. Fanno eccezione molte uova. Tra gli organismi esistenti, le cellule più grandi sono i tuorli delle uova di struzzo, delle dimensioni di una palla da baseball, quelle più lunghe sono probabilmente delle cellule nervose del collo delle giraffe, che possono raggiungere i 3 metri.
Ci sono dei motivi fisiologici all'origine delle dimensioni della maggior parte delle cellule: un aumento di diametro di n volte comporterebbe un aumento della superficie cellulare di circa n² volte, con conseguente maggiore possibilità di scambi con l'esterno (sia in termini di nutrimento che di eliminazione dei rifiuti), ma anche un aumento del volume di n³ volte. Non essendo l'aumento della superficie cellulare proporzionale a quello del volume, quindi, una cellula troppo grande rischierebbe di morire per denutrizione o per uno smaltimento inefficiente dei prodotti di scarto. Le membrane di molte cellule sono ampiamente ripiegate per permettere un aumento della superficie di scambio senza un elevato incremento del volume interno (e quindi delle necessità).

### Forma
La forma di una cellula dipende da fattori fisici, chimici e funzionali. Se una cellula si trova in ambiente acquoso, questa tende ad assumere una forma sferica per effetto della tensione superficiale; le cellule possono anche avere una forma appiattita se risentono della pressione degli strati cellulari sovrastanti (come nel caso delle cellule epiteliali). Esiste inoltre una stretta relazione tra la forma di una cellula e la sua funzione: le fibre muscolari sono alquanto allungate per poter svolgere la contrazione; i neuroni possiedono una struttura fortemente ramificata per poter ricevere (attraverso i dendriti) le informazioni provenienti da ogni parte del corpo.

## Tipi di cellule

Differenze fondamentali tra cellula eucariote e procariote

La tabella sottostante riporta le principali differenze tra cellule procariotiche ed eucariotiche.
|                           | Cellula procariote                                                 | Cellula eucariote                                                                        |
| Organismi tipici          | Batteri ed archeobatteri                                           | Protisti, funghi, piante ed animali                                                      |
| Dimensioni tipiche        | ~ 1-10 µm                                                          | ~ 10-100 µm (con poche eccezioni, come la cellula uovo e i neuroni motori spinali)       |
| Tipo di nucleo cellulare  | Nucleoide: nessun nucleo davvero definito                          | Nucleo racchiuso da doppia membrana                                                      |
| DNA                       | Cromosoma singolo, circolare, spesso presenti plasmidi in aggiunta | Cromosomi multipli, lineari, complessati da istoni                                       |
| Sintesi di RNA e proteine | Accoppiate nel citoplasma                                          | Sintesi dell'RNA nel nucleo e delle proteine nel reticolo endoplasmatico rugoso          |
| Ribosomi                  | 50S+30S                                                            | 60S+40S                                                                                  |
| Strutture citoplasmatiche | Poche strutture                                                    | Numerose strutture racchiuse da membrane e citoscheletro                                 |
| Movimento cellulare       | Flagelli composti di flagellina                                    | Flagelli e ciglia composte di tubulina                                                   |
| Mitocondri                | Nessuno                                                            | Da uno a diverse migliaia (con alcune eccezioni)                                         |
| Cloroplasti               | Nessuno                                                            | Nelle alghe e nelle piante                                                               |
| Parete cellulare          | Presente                                                           | Presente nelle piante e in alcuni funghi                                                 |
| Organizzazione            | Solitamente unicellulare                                           | Unicellulare, a colonie e in organismi pluricellulari (contenenti cellule specializzate) |
| Divisione cellulare       | Scissione binaria                                                  | Mitosi (fissione o gemmazione) e meiosi                                                  |

### Cellula procariote

Diagramma di una tipica cellula procariote

Ci sono due tipi di cellula procariote che, secondo la proposta tassonomica del 1990 di Carl Woese, costituiscono due dei tre domini viventi: gli Eubacteria (a volte, semplicemente, Bacteria) e gli Archaea. Tra questi due domini non ci sono tuttavia differenze strutturali sostanziali. Le principali strutture che caratterizzano le cellule procariote sono tre.
- La presenza di una o più appendici chiamate flagelli e/o pili (strutture proteiche che protrudono dalla superficie cellulare).
- Un contenitore cellulare costituito da parete cellulare e/o da capsula, barriere supplementari nei confronti dell'esterno.

I componenti del contenitore possono essere estremamente variabili. Se la membrana plasmatica è presente in tutte le cellule procariotiche, esse presentano grandi differenze relativamente alla presenza e/o alla composizione di capsula e parete. La parete delle cellule procariotiche può essere di due tipi: Gram-positivo o Gram-negativo. Le pareti Gram-positive se colorate tramite il colorante cristalvioletto, e poi risciacquate, mantengono la colorazione. Mentre quelle Gram-negative no. La differenza sta tutta nella composizione della parete. Sia i Gram-positivi che i Gram-negativi, possiedono uno strato esterno detto peptidoglicano, che è il frutto dell'unione di due acidi e alcuni residui aminoacidici. Il peptidoglicano dei Gram-positivi è molto spesso, mentre quello dei Gram-negativi, oltre a essere più sottile, è sormontato da uno strato LPS (lipopolisaccaridico).
- Una regione citoplasmatica priva di nucleo e/o organelli, che contiene principalmente il genoma e i ribosomi. Un cromosoma procariote è solitamente una molecola circolare. Anche senza un vero nucleo, il DNA è condensato in un nucleoide. I procarioti possono avere elementi di DNA extracromosomico chiamati plasmidi, che sono solitamente circolari e che possono apportare capacità aggiuntive come la resistenza agli antibiotici. Le funzioni che gli organelli svolgono negli eucarioti, nei procarioti sono svolte a cavallo della membrana plasmatica.

### Cellula eucariote
Una tipica cellula eucariotica presenta solitamente una dimensione circa 10 volte maggiore rispetto a una tipica cellula procariotica, con un volume cellulare complessivo che può essere dunque anche 1000 volte maggiore. La principale caratteristica delle cellule eucariote, che le distingue da quelle procariote, è la presenza di una notevole compartimentazione interna, costituita dalla presenza di vescicole e invaginazioni racchiuse da membrane fosfolipidiche nelle quali hanno luogo specifiche attività metaboliche. Il compartimento più importante è senza dubbio il nucleo cellulare, un organulo in cui viene conservato il DNA cellulare e che dà il nome alla cellula stessa (dal greco ευ, bene/vero e κάρυον, nucleo).
A livello strutturale, le cellule eucariote presentano differenze rilevanti dai procarioti in tre regioni.
- La membrana plasmatica è del tutto simile a quella procariotica nella struttura e nella funzione. La parete cellulare non è invece presente, se non nella cellula vegetale (che presenta tuttavia una composizione profondamente diversa).
- Il DNA eucariotico è organizzato in molecole lineari chiamate cromosomi, associate a istoni e contenute interamente nel nucleo. Anche alcuni organelli eucariotici (come i mitocondri e i cloroplasti) possono contenere DNA.
- Gli eucarioti possono utilizzare ciglia e flagelli per muoversi, sebbene la loro struttura sia decisamente più complessa di quella delle protrusioni procariotiche.

#### Cellula animale

Schema di una cellula animale

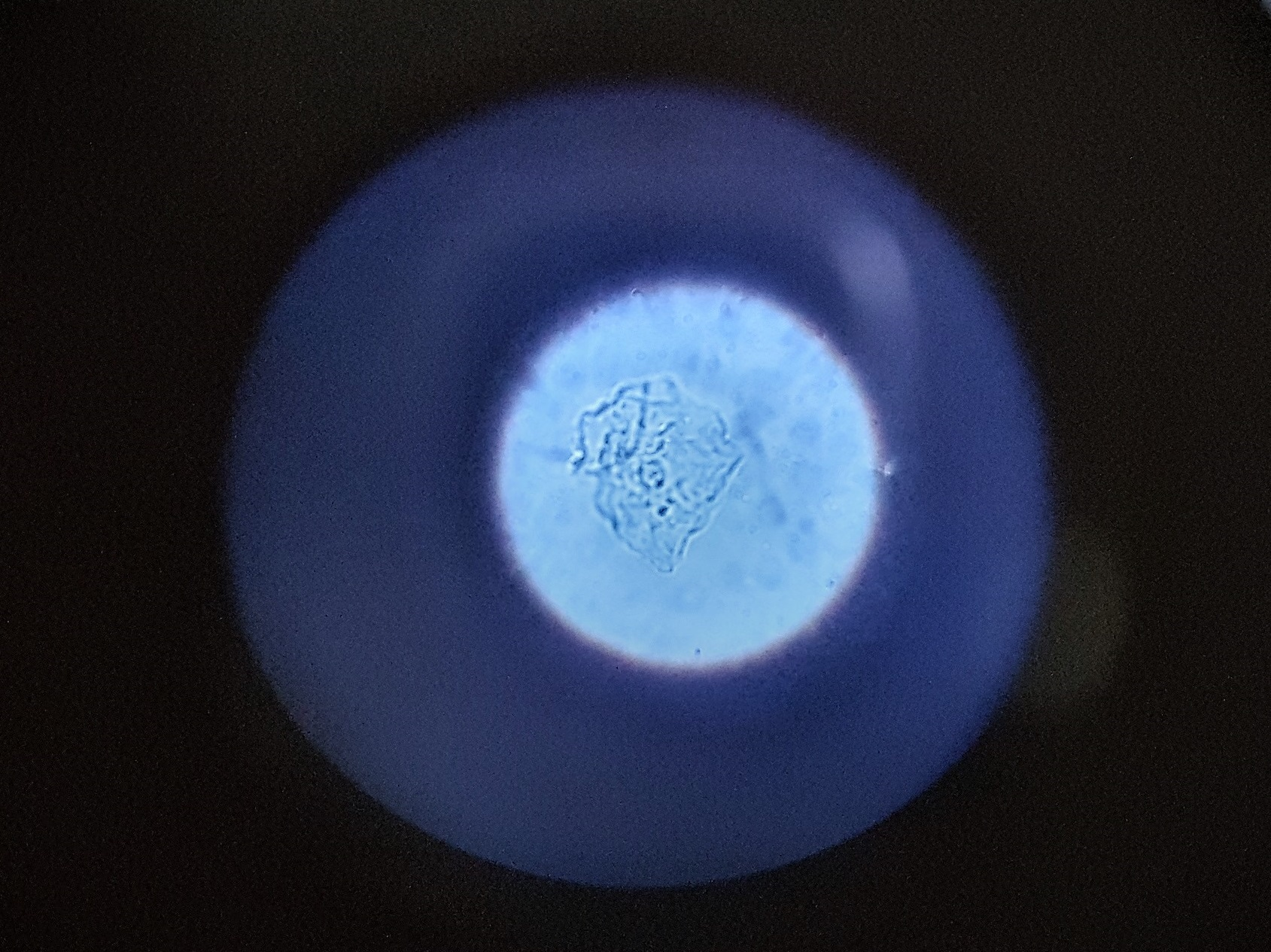
Cellula animale osservata al microscopio ottico. Al centro è visibile il nucleo

La cellula animale è una cellula eucariotica che, per via di alcuni aspetti, è differente dalla cellula vegetale:
- L'assenza di una parete cellulare, ma la sola presenza di una membrana cellulare.
- La presenza dei lisosomi: rappresentano il sistema digerente della cellula in quanto sono responsabili della degradazione e della digestione cioè (distruzione) di molecole estranee e macromolecole ingerite dalla cellula stessa via endocitosi così come di macromolecole endogene.
- La presenza dei centrioli: intervengono al momento della duplicazione cellulare e sono responsabili di un'ordinata disposizione degli organuli cellulari.
- La presenza di flagelli: permettono alla cellula di compiere movimenti di vario tipo.
- L'assenza dei plastidi e dei vacuoli, tipici delle cellule vegetali.
- La presenza di vacuoli micropinocitici utili a inglobare goccioline di sostanze liquide (pinocitosi).

Organuli cellulari
- Membrana cellulare
- Desmosomi
- Perossisomi
- Apparato di Golgi
- Ribosoma
- Reticolo endoplasmatico rugoso
- Reticolo endoplasmatico liscio
- Lisosomi
- Nucleo
  - Membrana nucleare
  - Poro nucleare
  - DNA
    - Cromatina

  - RNA

#### Cellula vegetale

Schema di una cellula vegetale

Le cellule eucariote, come già detto, possono assumere morfologie molto differenti tra loro. In particolare, la maggior parte delle differenze intercorrono tra le cellule vegetali e le cellule animali.
|                       | Cellula animale tipica | Cellula vegetale tipica |
| Organelli             | - Nucleo - Reticolo endoplasmatico rugoso - Reticolo endoplasmatico liscio - Ribosomi - Citoscheletro - Apparato del Golgi - Citoplasma - Mitocondri - Lisosomi - Perossisomi - Centrosomi - Centrioli | - Nucleo - Reticolo endoplasmatico rugoso - Reticolo endoplasmatico liscio - Ribosomi - Citoscheletro - Apparato del Golgi (dittiosomi) - Citoplasma - Mitocondri - Cloroplasti ed altri plastidi - Vacuolo centrale (grande) - Tonoplasto (membrana centrale del vacuolo) - Perossisomi (gliossisomi) - Vacuoli |
| Strutture addizionali | - Membrana plasmatica - Flagelli (solo nei gameti) - Ciglia | - Membrana plasmatica - Parete cellulare - Plasmodesmi |

## Anatomia della cellula

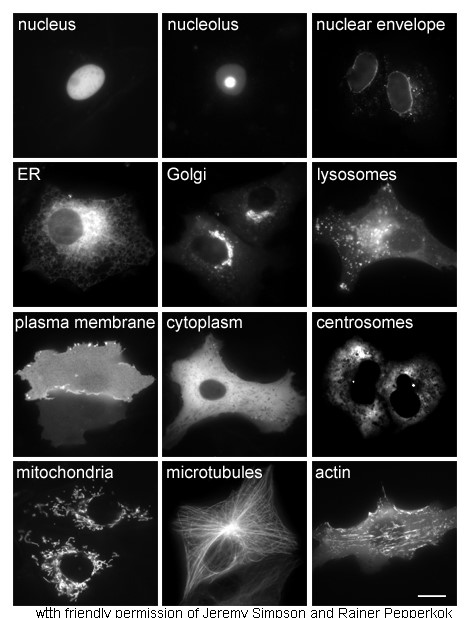
Localizzazione dei vari distretti cellulari attraverso l'utilizzo della green fluorescent protein

Tutte le cellule, sia procarioti che eucarioti, sono racchiuse da una membrana che le protegge dall'ambiente esterno e ne preserva il potenziale elettrico. All'interno della membrana si trova il citoplasma, una sostanza salina che occupa la maggior parte del volume. Tutte le cellule utilizzano acidi nucleici (DNA ed RNA) per conservare e trasmettere l'informazione genetica necessaria a produrre proteine ed enzimi necessari per il funzionamento della cellula. Sono numerose le altre biomolecole e le compartimentazioni presenti all'interno della cellula. Di seguito sono riportate alcune delle più importanti.

### La membrana cellulare
La membrana cellulare (detta anche membrana plasmatica o plasmalemma) è un sottile rivestimento che delimita tutte le cellule, separandole e proteggendole dall'ambiente esterno. Tale rivestimento è composto in prevalenza da un doppio strato di fosfolipidi, molecole contenenti regioni idrofobiche (rivolte verso l'interno della membrana) e idrofile (rivolte verso l'esterno). Per tale motivo, la membrana è spesso definita come doppio foglietto fosfolipidico o bilayer fosfolipidico.
Numerose molecole proteiche e glicoproteiche (oltre al colesterolo e a diversi glicolipidi) sono inserite all'interno della struttura lipidica della membrana. Tali macromolecole, che possono spostarsi liberamente all'interno della membrana stessa (motivo per il quale la sua struttura è definita a mosaico fluido), possono agire come canali o pompe che trasportano le molecole all'interno o all'esterno della cellula. Sulla superficie della membrana si trovano anche numerosi recettori, proteine che permettono alla cellula di rispondere prontamente ai segnali (tipicamente ormonali) provenienti dall'esterno.

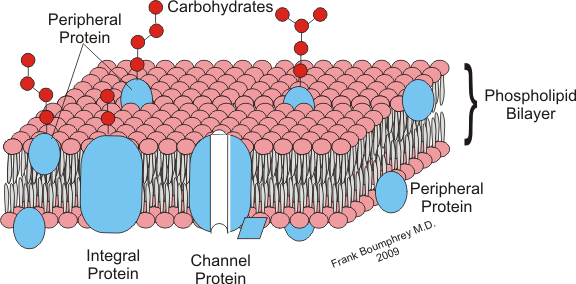
Schema della membrana cellulare

La membrana è detta semi-permeabile, dal momento che è in grado di permettere a una sostanza di passare liberamente, di passare in una determinata quantità o di non passare affatto. Negli organismi procarioti è ricoperta da un rivestimento protettivo chiamato parete cellulare, assente invece negli eucarioti animali; nelle cellule eucariotiche vegetali è costituita da una parete cellulare primaria (composta principalmente da pectina) e di una parete cellulare secondaria (composta principalmente da lignina).

### Il citoplasma ed il citoscheletro
Il citoplasma è una soluzione acquosa dalla consistenza gelatinosa al cui interno ci sono i vari organuli che compongono la cellula. Tali organelli sono ancorati a una struttura proteica, nota come citoscheletro. Esso ha in primo luogo la funzione di organizzare e mantenere la forma della cellula. Tra le altre funzioni, esso contribuisce in modo determinante al trasporto delle molecole all'interno della cellula, convogliandole verso il compartimento corretto, alla citodieresi ed al già citato sostegno ed ancoraggio degli organelli.
Il citoscheletro eucariotico è composto dai microfilamenti (composti essenzialmente di actina), dai filamenti intermedi e dai microtubuli (composti di tubulina). Il citoscheletro procariotico è meno studiato, ma è coinvolto anch'esso nel mantenimento della forma cellulare e nella citodieresi.
Il centrosoma è la struttura da cui si dipartono i microtubuli e che, per questo motivo, ha un ruolo fondamentale per tutto il citoscheletro. Esso dirige infatti il trasporto attraverso il reticolo endoplasmatico e l'apparato del Golgi. I centrosomi sono composti da due centrioli, che si separano durante la divisione cellulare e collaborano alla formazione del fuso mitotico. Nelle cellule animali è presente un solo centrosoma. I centrosomi si trovano anche in alcuni funghi ed alghe unicellulari.

### Le ciglia ed i flagelli
Le ciglia ed i flagelli sono estroflessioni cellulari che ne permettono il movimento. Le ciglia sono generalmente numerose e possono creare correnti nella soluzione intorno alla cellula, in modo da indirizzare le sostanze nutrienti verso il luogo in cui verrà digerito (come succede per esempio nelle spugne). I flagelli sono invece pochi, da uno solo  fino a un massimo di 5.
La parte interna di un ciglio o di un flagello è detta assonema o centriolo ed è costituito da una membrana che racchiude 9 coppie di microtubuli alla periferia più due microtubuli non accoppiati al centro. Questa struttura, detta 9+2, si ritrova in quasi tutte le forme di ciglia e flagelli eucariotici, dai protozoi all'uomo. L'assonema si attacca al corpuscolo basale, anch'esso formato da microtubuli, con una struttura leggermente diversa da quella dell'assonema: ci sono 9 triplette ai lati e 2 microtubuli singoli al centro.

### Organuli
Le cellule eucariotiche contengono numerosi piccoli organi (chiamati appunto organuli) specializzati nello svolgere specifiche funzioni necessarie alla sopravvivenza delle cellule stesse.

#### Il nucleo

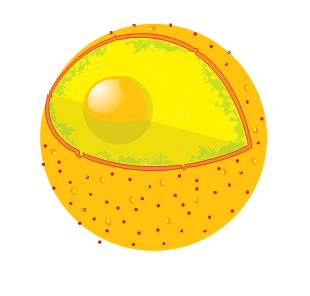
Schema del nucleo di una cellula eucariote. È evidente il nucleolo all'interno

Il nucleo è l'organello più complesso presente all'interno delle cellule eucariotiche e può essere considerato il centro di comando da cui partono tutti gli ordini che regolano la vita della cellula, presso cui è conservato il DNA sotto forma di cromatina ed hanno luogo la replicazione del DNA nucleare e la sua trascrizione a RNA.
All'interno del nucleo, il nucleolo è la regione responsabile della sintesi dell'RNA ribosomiale (rRNA). Si tratta di una struttura fibrosa e granulare presente in una o più copie, soprattutto nelle cellule che presentano una attiva sintesi proteica. Al microscopio ottico appare come un granulo rotondeggiante, non delimitato da membrana e circondato da uno strato di cromatina condensata. È costituito da tratti di DNA che codificano per l'RNA ribosomiale, da filamenti di rRNA nascenti e da proteine.
L'informazione genetica compresa nel nucleo è protetta da eventuali molecole citosoliche in grado di danneggiarla attraverso una doppia membrana nucleare, detta solitamente cisterna perinucleare e caratterizzata dalla presenza di pori che permettono il passaggio di determinate sostanze.
Il materiale genetico eucariotico è racchiuso all'interno del nucleo, dove è organizzato in differenti cromosomi lineari. Anche alcuni organelli, come mitocondri e cloroplasti, possono contenere materiale genetico addizionale. Il materiale genetico nei procarioti è invece contenuto in una semplice molecola circolare (il cromosoma batterico) situata in una regione del citoplasma detta nucleoide (che non può però essere considerata un organello).
Sintetizzando, fino a poco tempo fa si pensava che il nucleo fosse il cervello della cellula; Da ormai qualche anno invece si è scoperto che il vero cervello della cellula è la membrana nucleare che traduce in un modo intelligente i segnali che arrivano dall'ambiente esterno e riporta al suo interno il giusto corredo di informazioni atte a generare le giuste proteine.

#### Il reticolo endoplasmatico e l'apparato di Golgi

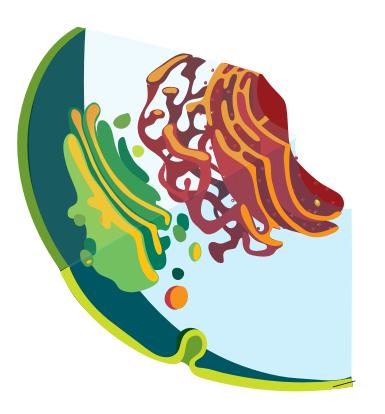
Diagramma di un sistema di endomembrane (come il reticolo endoplasmatico)

Il reticolo endoplasmatico (RE) è costituito da una serie di membrane ripiegate l'una sull'altra a formare tubuli e sacchetti che hanno il compito di raccogliere le proteine sintetizzate dai ribosomi, di trasportarle e smistarle, a seconda che siano destinate a subire determinate modificazioni o dirette verso specifiche destinazioni cellulari (ad esempio l'apparato di Golgi).
Si differenziano due regioni di RE: il reticolo endoplasmatico ruvido, sulla cui superficie sono contenuti i ribosomi (i corpuscoli riboproteici responsabili della sintesi proteica), e quello liscio, che ne è privo ed è maggiormente impegnato a operare modificazioni post-traduzionali sulle proteine.
L'apparato di Golgi è adibito a rifinire e rendere fruibili le proteine prodotte da RE, prima che siano utilizzate dalla cellula stessa o espulse da essa. Tra le funzioni che svolge figurano dunque la modificazione di proteine e lipidi, la sintesi di carboidrati e l'impacchettamento delle molecole destinate alla secrezione all'esterno della cellula.
Formato da sacche membranose impilate le une sulle altre, la morfologia dell'apparato può variare leggermente a seconda delle cellule in esame, anche se in linea di massima la sua struttura è pressoché uniforme. Esso è infatti formato quasi sempre da dittiosomi, strutture costituite a loro volta da piccole sacche appiattite, e da formazioni cave, chiamate vescicole golgiane.
Sintetizzando l'apparato di Golgi è un insieme di vescicole appiattite a fisarmonica.

#### Mitocondri e cloroplasti

Diagramma schematico della struttura di un mitocondrio animale

I mitocondri possono essere considerati le centrali energetiche della cellula e si trovano in quasi tutte le cellule eucariote in numero variabile (tipicamente ce ne sono circa 2000 per cellula, rappresentandone circa un quinto del volume totale).
Ogni mitocondrio è racchiuso da due membrane, che ne individuano cinque regioni dalle proprietà differenti: la membrana esterna, lo spazio intermembrana, la membrana interna, lo spazio delle creste (formate dalle inflessioni della membrana interna) e la matrice.

#### Lisosomi e perossisomi
I lisosomi sono organuli che contengono enzimi idrolitici (capaci di idrolizzare, cioè di rompere, i legami delle macromolecole biologiche), adibiti alla digestione in ambiente acido delle sostanze inutili o dannose alla cellula. Tali reazioni avvengono in un organello ad hoc per evitare la degradazione o l'acidificazione del citoplasma. I lisosomi hanno un ruolo fondamentale ad esempio nei globuli bianchi, dove collaborano alla distruzione delle macromolecole di microorganismi patogeni.
I perossisomi hanno un ruolo simile a quello dei lisosomi. Anch'essi infatti svolgono reazioni particolari in un ambiente confinato. In particolare, i perossisomi si occupano di degradare i perossidi (come l'acqua ossigenata), attraverso enzimi noti come perossidasi.

#### I vacuoli
I vacuoli sono strutture a sacco delimitate da una membrana.
In alcuni protisti i vacuoli alimentari collaborano con i lisosomi per digerire particelle di cibo.
Nelle cellule vegetali c'è il vacuolo centrale che svolge le stesse funzioni idrolitiche dei lisosomi. Inoltre regola il turgore della cellula assorbendo ed espellendo acqua.
Nei protisti sono presenti i vacuoli contrattili, la cui struttura ricorda quella del mozzo di una ruota a cui sono attaccati i raggi. Questi raggi raccolgono l'acqua in eccesso e il mozzo la espelle. I vacuoli contrattili sono fondamentali, infatti senza di loro i protisti si gonfierebbero fino a scoppiare.

## Fisiologia della cellula
La cellula, sia essa intesa come organismo unicellulare o sia essa parte di un organismo pluricellulare, è un sistema dinamico, auto-regolato, e dotato di un corredo di sistemi di segnalazione cellulare (intra- e inter-cellulare, nei pluricellulari), atti a sostenere le principali funzioni della cellula stessa:
- l'omeostasi cellulare: il mantenimento delle condizioni necessarie alla sopravvivenza del sistema-organismo entro un range di valori accettabili;
- le funzioni "dinamiche" della cellula: crescita, differenziazione, divisione cellulare, morte cellulare;
- la coordinazione con altre cellule per espletare funzioni multicellulari: tissutali, d'organo mitocondriale o sistemiche; questa funzione fa in genere largo uso di sistemi specializzati di segnalazione, come il sistema nervoso e il sistema endocrino (ormoni).